# Campbell (Kalifornien)
Campbell ist eine Stadt im Santa Clara County im US-Bundesstaat Kalifornien mit 43.959 Einwohnern (Stand: 2020).

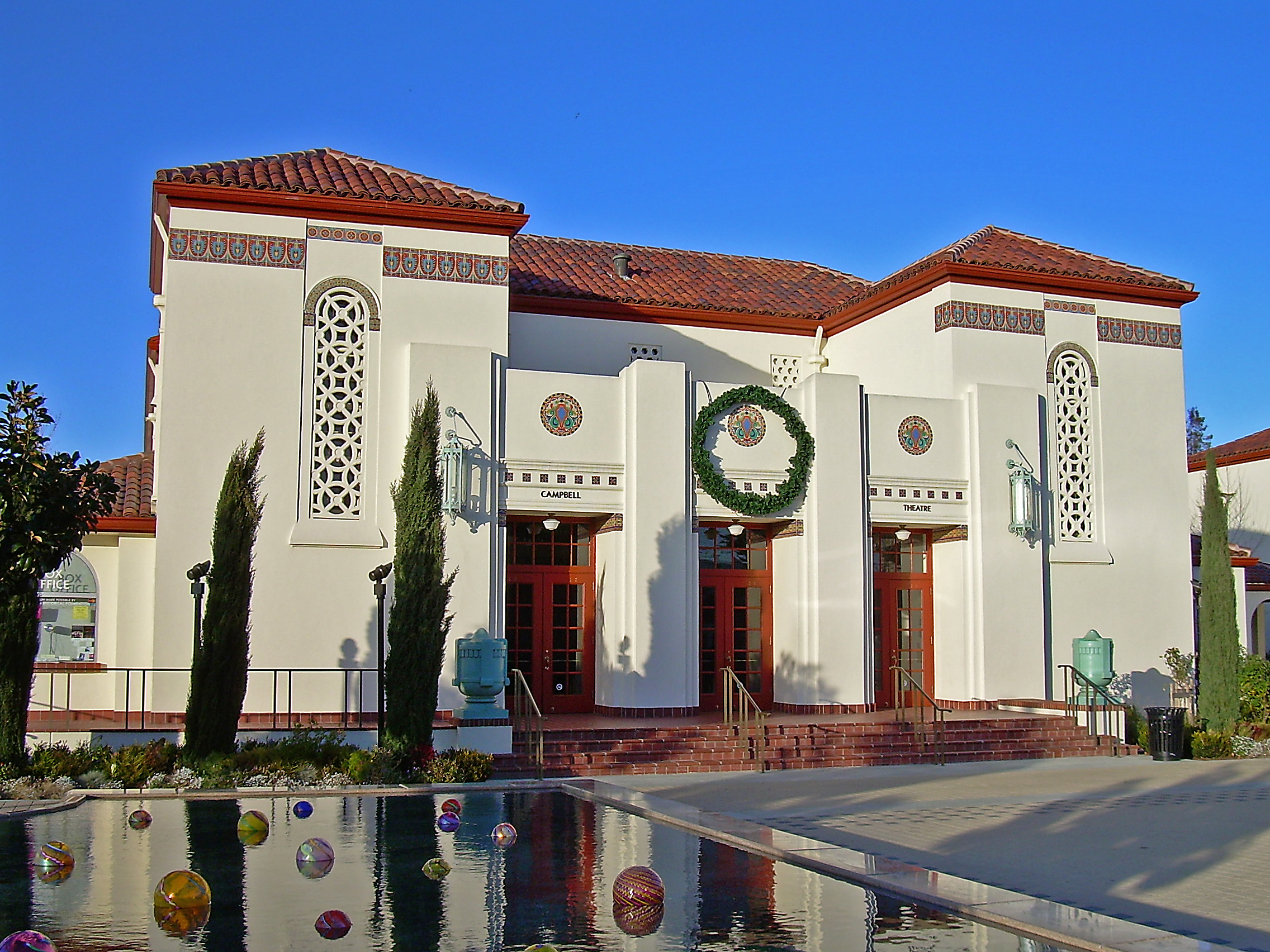
Die historische Highschool in Campbell

Campbell befindet sich im südlichen Teil des Santa Clara Valley, mit dem Highway 17, der durch Ost- und Campbell führt und dem Highway 85 im Süden besteht eine gute verkehrstechnische Anbindung der Stadt. In der historischen Innenstadt befindet sich ein zentraler Bahnhof mit Eisenbahnanbindung an die umliegenden Städte. Die Großstadt San José befindet sich nur etwa zehn Kilometer nördlich von Campbell.
Es gibt in der Stadt einige Einkaufszentren oder Business-Komplexe, die meisten Flächen der Stadt sind Wohngebiete. Ebenfalls gibt es in der Stadt mehrere Bildungseinrichtungen. Die meisten Wohnungen sind Einfamilienhäuser, obwohl es einige Bereiche mit Eigentumswohnungen, Maisonetten und Appartements zu finden sind. Der größte Park in Campbell ist Los Gatos Creek Park in der Nähe von Highway 17, und die zweitgrößte ist John D. Morgan Park. Als Stadt gegründet wurde der Ort im Jahr 1952.

## Söhne und Töchter der Stadt
- Ernie Felice (1922–2015), Jazz-Akkordeonist
- Lars Frederiksen (* 1971), Punkmusiker
- Ethan Kohler (* 2005), Fußballspieler